# WWE Draft (2005)
El WWE Draft 2005 fue la segunda edición del Draft. Cabe destacar que en esta edición, la elección de superestrellas para cada marca, se realizaba semanalmente, durante el mes de junio de ese año y los resultados se conocían programa tras programa, el primer resultado se conoció el 6 de junio de 2005, cuando el Campeón de la WWE John Cena, fue transferido a RAW y el último el 28 de junio de 2005, cuando el Campeón Mundial Peso Pesado de la WWE Batista, fue transferido a SmackDown!. Este fue el primer Draft, en el cual un campeón se cambiaba de marca, ya que fueron dos los campeonatos transferidos, en este caso los 2 campeonatos mundiales de la empresa. El Campeón de la WWE John Cena, fue transferido de SmackDown! a RAW el Lunes 6 de junio, llevándose con él su campeonato y el Viernes 28 de junio, el Campeón Mundial Peso Pesado de la WWE Batista, fue transferido de RAW a SmackDown!, haciendo lo mismo que hizo John Cena, de llevarse con él su campeonato.

## Resultados
- 6 de junio de 2005: El Campeón de la WWE John Cena fue transferido de SmackDown! a RAW.
- 7 de junio de 2005: Chris Benoit fue transferido de RAW a SmackDown!.
- 13 de junio de 2005: Kurt Angle fue transferido de SmackDown! a RAW.
- 14 de junio de 2005: Randy Orton fue transferido de RAW a SmackDown!.
- 20 de junio de 2005: Carlito fue transferido de SmackDown! a RAW.
- 21 de junio de 2005: Muhammad Hassan (con Daivari) fue transferido de RAW a SmackDown!.
- 21 de junio de 2005: Daivari fue transferido de RAW a SmackDown!.
- 27 de junio de 2005: The Big Show fue transferido de SmackDown! a RAW.
- 27 de junio de 2005: Rob Van Dam fue transferido de SmackDown! a RAW.
- 28 de junio de 2005: Christian fue transferido de RAW a SmackDown!.
- 28 de junio de 2005: El Campeón Mundial Peso Pesado de la WWE Batista fue transferido de RAW a SmackDown!

## Transferencias
| RAW (Eric Bischoff) | SmackDown! (Theodore Long) |
| ------------------- | -------------------------- |
| John Cena           | Chris Benoit               |
| Kurt Angle          | Randy Orton                |
| Carlito             | Muhammad Hassan            |
| The Big Show        | Daivari                    |
| Rob Van Dam         | Christian                  |
|                     | Batista                    |

- John Cena tenía el Campeonato de la WWE, y al ser transferido de la marca SmackDown! a RAW, se llevó con el su campeonato.
- Batista tenía el Campeonato Mundial Peso Pesado de la WWE y al ser transferido de la marca RAW a SmackDown!, se llevó con el su campeonato.
- El 23 de junio, Carlito fue anunciado como la nueva transferencia de RAW, derrotando a Shelton Benjamin ganando el Campeonato Intercontinental de la WWE, en la misma noche.
- El 28 de junio, Christian fue anunciado como la nueva transferencia de SmackDown!, compitiendo esa misma noche, siendo uno de los últimos dos competidores por el Campeonato de SmackDown! de la WWE, junto con John "Bradshaw" Layfield, este campeonato no existió y el ganador del combate fue declarado contendiente #1 al Campeonato Mundial Peso Pesado de la WWE de Batista.

## Post-Draft
| RAW (Eric Bischoff) | SmackDown! (Theodore Long) |
| ------------------- | -------------------------- |
| Mark Jindrak        | William Regal              |
| Rene Dupree         | Candice                    |
| Danny Basham        | Sylvain Grenier            |
| Kenzo Suzuki        | Simon Dean                 |
| Hiroko              | Steven Richards            |
| Chavo Guerrero      |                            |

## Después
- Kenzo Suzuki & Hiroko fueron liberados de su contrato con la WWE antes de hacer su debut en RAW.
- Chavo Guerrero hizo su regreso a RAW el 4 de julio bajo el nombre de Kerwin White, pero abandonó su personaje en noviembre de 2005 debido a la muerte de su tío y ex campeón de la WWE Eddie Guerrero.

## Campeonatos

### RAW
- Campeonato de WWE.
- Campeonato Intercontinental de WWE.
- Campeonato Mundial en Parejas de WWE.
- Campeonato de Mujeres de WWE. (Aunque teóricamente era para ambas marcas)

### SmackDown!
- Campeonato Mundial Peso Pesado de WWE.
- Campeonato de los Estados Unidos de WWE.
- Campeonato Peso Crucero de WWE.
- Campeonato en Parejas de WWE.